# De maagd in gebed
De maagd in gebed (Italiaans: Vergine in preghiera) is een schilderij van de Italiaanse barokschilder Sassoferrato, gemaakt tussen 1640 en 1650, 73 × 57,7 centimeter groot. Het werk bevindt zich in de collectie van de National Gallery te Londen. Nadat het portret in 1846 door de National Gallery werd verworven uit het legaat van Richard Simmons, trok het sterk de aandacht van de jonge prerafaëlieten, die met name onder de indruk waren van het glanzende kleurgebruik en de pure gerichtheid op esthetische schoonheid.

## Context
Sassoferrato schilderde een groot aantal madonna's, vaak sterk op elkaar gelijkend, in reeksen, meestal in opdracht of voor pelgrims die ze kochten als souvenir uit Rome. Zijn commerciële insteek en de onmiskenbare sentimentaliteit van zijn werk zorgden met name in de twintigste eeuw vaak voor schampere kunstkritieken. Zijn schier ongeëvenaarde techniek, die zijn grote voorbeeld Rafaël naar de kroon stak, blijven nog steeds intrigeren. Niettegenstaande de verminderde aandacht voor devote kunst worden door de National Gallery nog altijd grote hoeveelheden prenten, kaarten en posters van het hier besproken portret verkocht, meer dan van welke specifieke madonna ter wereld ook.

## Afbeelding
Met zijn iconische madonnabeeltenis De maagd in gebed speelt Sassoferrato in op de zeventiende-eeuwse contrareformatorische cultus van Maria, wier voorstellingen een heilzame werking zouden hebben. Hij werkt zijn Maria uit als een abstractie uit de toen alom bekende taferelen van de annunciatie en de geboorte van Christus, klassiek, bijna archetypisch. Het portret valt op door de emailachtige glans van het felle rood, wit en ultramarijn, maar dit leidt op geen enkele wijze tot een gevoel van onnatuurlijkheid. Integendeel, de combinatie van rijkdom en eenvoud sterkt het geloof in haar waarachtigheid. De sluier lijkt vanuit het vlak van het schilderij de ruimte van de toeschouwer binnen te dringen en zorgt voor een gevoel van nabijheid: een Maria die voor ons bidt, over ons waakt. De bleke reflecties van de sluier weerspiegelen zich in haar gezicht. Haar ogen zijn neergeslagen, maar wie naar haar opkijkt, vanuit een bidbank of ziekbed, krijgt het gevoel dat ze haar nederige blik enkel op hen gericht heeft. Ze is alleen, zonder kind, geschilderd tegen een egale donkere achtergrond, alleen daar voor de toeschouwer van dat moment. Sassoferrato's boodschap is dat degene die haar aanschouwt zijn sterkte, vrijheid en waardigheid terug krijgt als hij of zij zich op haar beroept.

## Andere versies
Sassoferrato schilderde in de periode 1640 - 1650 nog minstens vier andere versies van dezelfde madonna. Deze versies bevinden zich thans in de Basiliek van Santa Maria della Salute te Venetië, het Palastmuseum Wilanów te Warschau, de Accademia Carrara te Bergamo en de National Gallery of Victoria te Melbourne. Het laatste werk was onbekend totdat het in 2001 opdook op de New Yorkse kunstmarkt, waarna het grondig gerestaureerd werd.

## Galerij

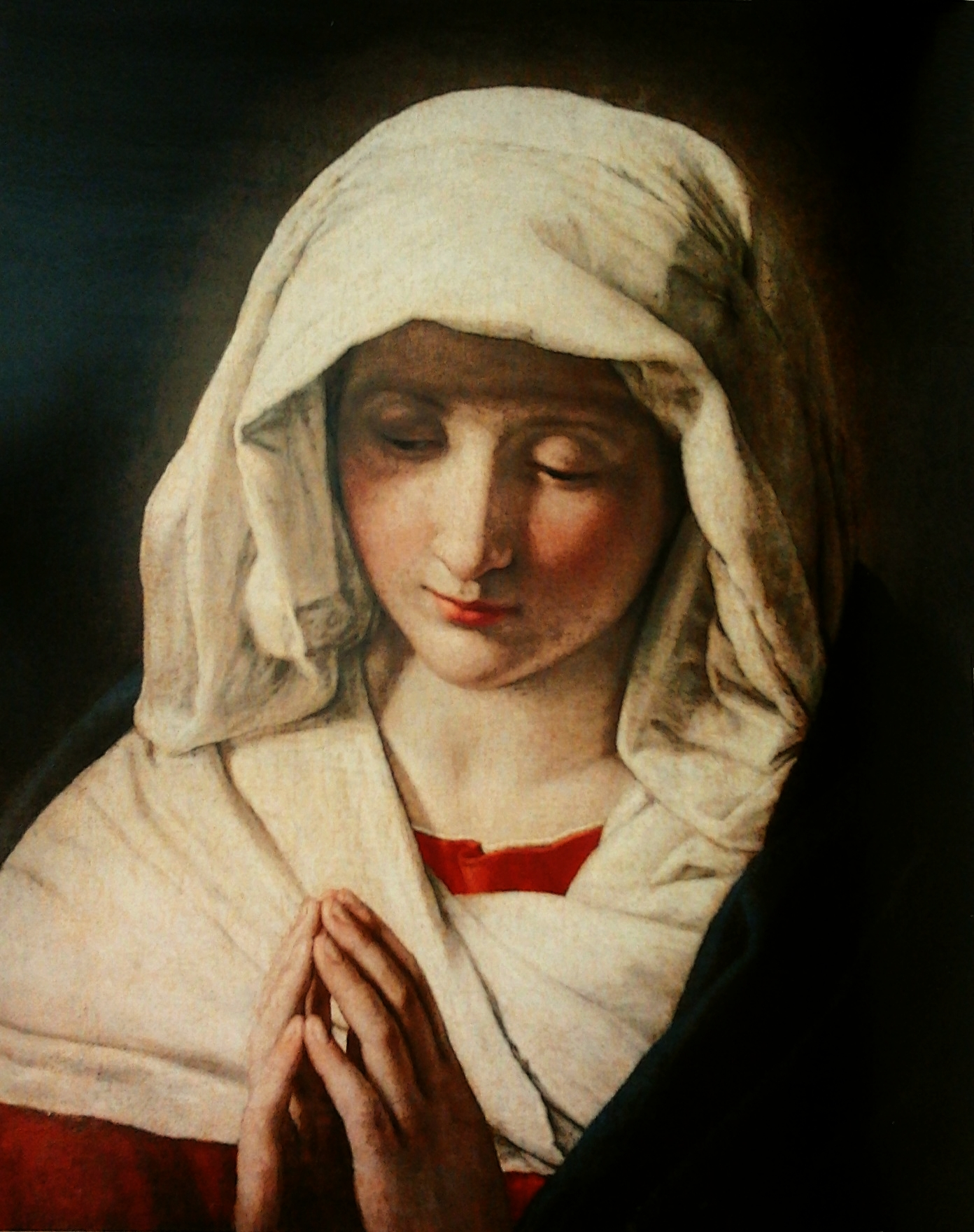
Versie uit Warschau
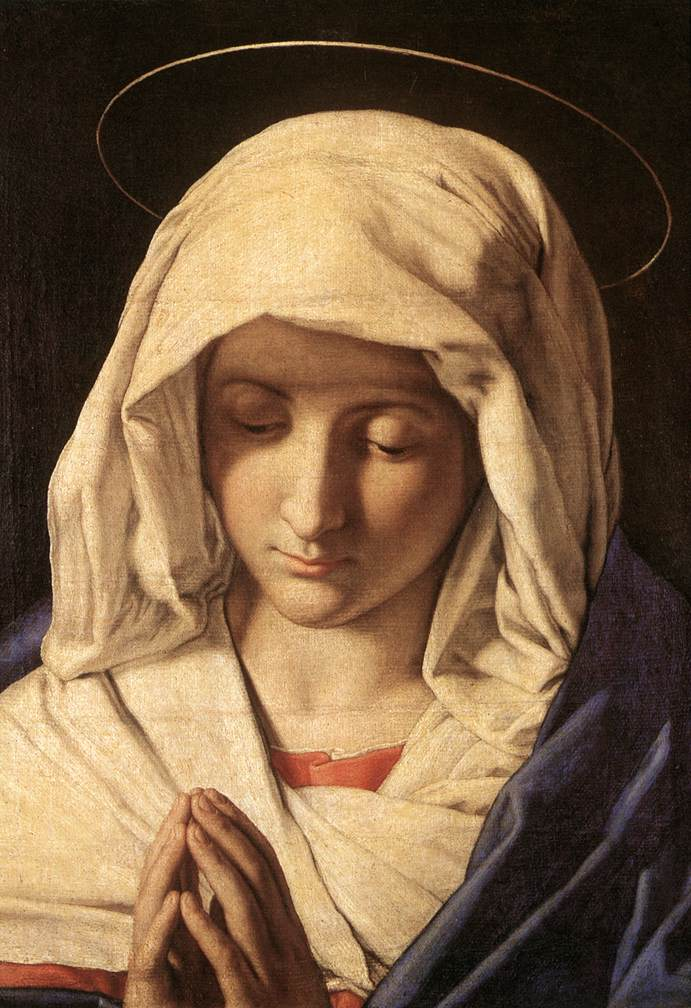
Bergamo-versie
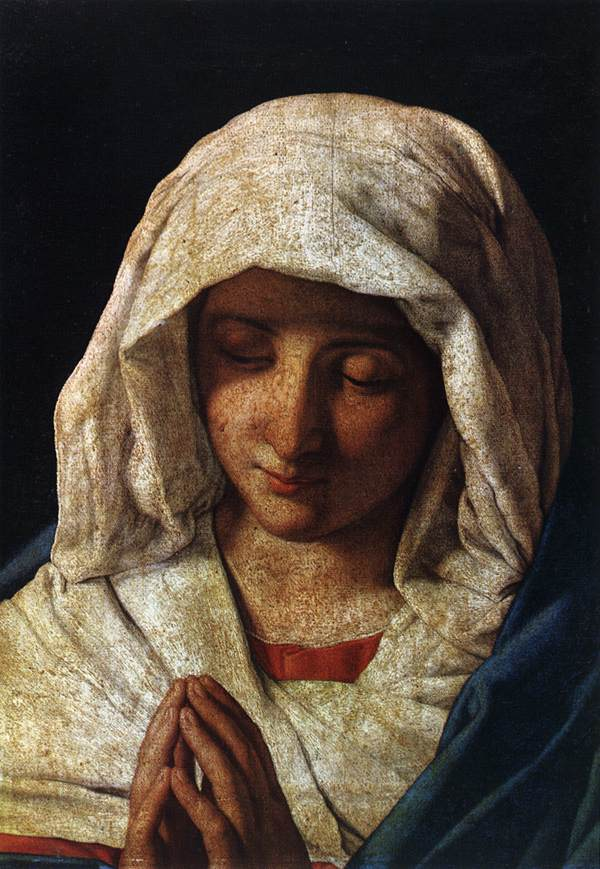
Venetiaanse versie
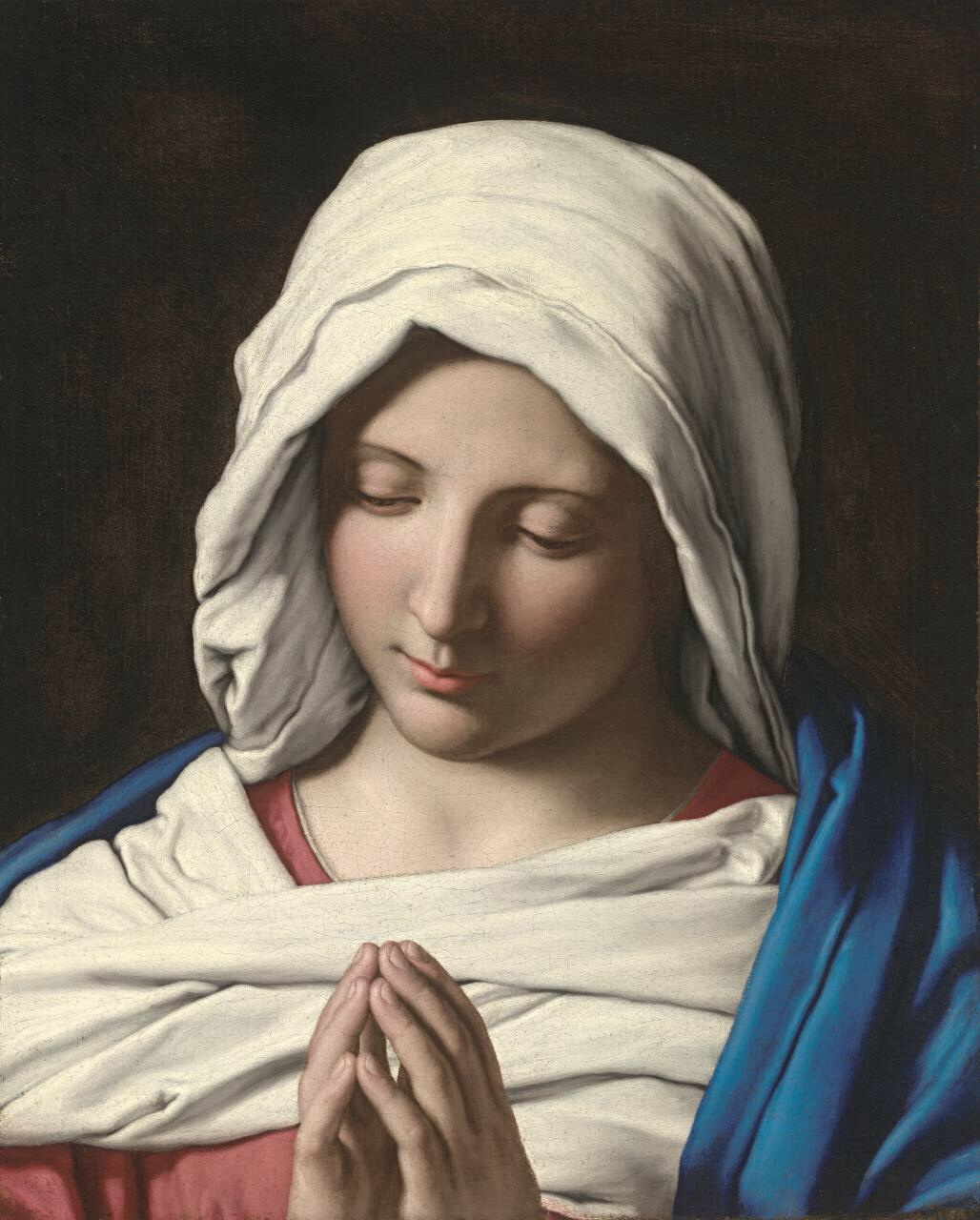
Versie uit Melbourne